# Coppa Italia Dilettanti 1995-1996
La Coppa Italia Dilettanti 1995-1996 è stata la 30ª edizione di questa competizione calcistica italiana. È stata disputata con la formula dell'eliminazione diretta ed è stata vinta dall'Alcamo.
Dopo l'entrata in vigore della Legge n. 91 del 23 marzo 1981 che ha abolito il calcio semiprofessionistico, le squadre del Campionato Nazionale Dilettanti (5º livello nazionale, primo dilettantistico) partecipano a questa coppa, assieme a quelle di Eccellenza (1º livello regionale, 6º nazionale). Il torneo viene diviso in due "binari" per le due categorie con assegnazione delle rispettive Coppe Italia. Le due vincitrici si affrontano poi per l'assegnazione della Coppa Italia Dilettanti.
L'edizione, come detto sopra, è stata vinta dall'Alcamo (Serie D) che superò in finale la Fortis Juventus (Eccellenza) ; le finaliste sconfitte delle due coppe furono Nardò (C.N.D.) e Locri (Eccellenza).

## Formula
Le squadre delle due categorie (Campionato Nazionale Dilettanti 1995-1996 ed Eccellenza 1995-1996) disputano due coppe diverse con assegnazione delle rispettive Coppe Italia di settore. Le due vincenti si affrontano poi nella finale per la Coppa Italia Dilettanti.

## Partecipanti
Alla finale giungono le vincitrici della fase C.N.D. e della fase Eccellenza.
| Torneo          | Squadra         | Città (provincia)      | Posizione in campionato       |
| --------------- | --------------- | ---------------------- | ----------------------------- |
| fase C.N.D.     | Alcamo          | Alcamo (TP)            | 9º nel girone I del C.N.D.    |
| fase Eccellenza | Fortis Juventus | Borgo San Lorenzo (FI) | 3º nel girone B della Toscana |

### Il cammino delle finaliste
```
Fase C.N.D.

PRIMO TURNO:

Bagheria
-
Alcamo
               1-2 0-1

TRENTADUESIMI:

Alcamo
-
Folgore Castelvetrano
  2-0 0-0

SEDICESIMI:

Juventina Gela
-
Alcamo
         0-4 0-3

OTTAVI:

Alcamo
-
Caltagirone
            1-0 1-1

QUARTI:

Alcamo
-
Isola Liri
             6-1 ?
[
7
]

SEMIFINALI:

Alcamo
-
Arezzo
                 3-1 0-1

FINALE:

Nardò
-
Alcamo
                  0-0 0-4
```

```
Fase regionale Toscana

TRENTADUESIMI:

Fortis Juventus
-Antella        0-0 1-1 
(
gfc
)

SEDICESIMI:

Fortis Juventus
-Barberino      3-0 2-1

OTTAVI:

Fortis Juventus
-Terranuovese   0-0 1-1 
(
gfc
)

QUARTI:

Fortis Juventus
-
Sansovino
      2-1 1-0

SEMIFINALI:

Fortis Juventus
-Al. Volterra   2-0 2-0

FINALE

Fortis Juventus
-Grassina       2-0 1-0
```

```
Fase nazionale

OTTAVI:

BoCa-
Fortis Juventus
           0-2 1-2

QUARTI:

Fortis Juventus
-San Sisto      1-0 0-0

SEMIFINALI:

Alpignano-
Fortis Juventus
      1-4 0-0

FINALE

Fortis Juventus
-
Locri
          1-0 0-0
```

## Finale
| Squadra 1 | Totale | Squadra 2       | Andata     | Ritorno    |
| --------- | ------ | --------------- | ---------- | ---------- |
|           |        |                 | 16.06.1996 | 23.06.1996 |
| Alcamo    | 4 – 3  | Fortis Juventus | 1 – 0      | 3 – 3      |

| Arbitro: | Sacco (Civitavecchia) |

| |            | |
| Regina 60’ | Marcatori  | |
| Di Giuseppe Arancio Scurto Derna L. Pecoraro Regina (89' Lo Piccolo) Fascella Lo Bue (46' Napoli) Agliuzza G. Pecoraro Castellano | Formazioni | Cortesi Pinzani (71' Nencioli) Nuti Cerbai (46' Giovannini) F. Merendi Landi Jori R. Merendi Nardi Giannoni (64' Luzi) Pardini |
| G. Pecoraro | Allenatori | Tatini |

| Arbitro: | Lampertico (Milano) |

| |            | |
| Giannoni 3’, 45’ (rig.) Nencioli 88’ (rig.)                                                                                 | Marcatori  | 2’, 40’ Lo Piccolo 73’ Castellano |
| Calderai Giovannini Pinzani (46' Jori) Cerbai Gianassi Landi (70' Guidi) Luzi R. Merendi Nardi (74' Nencioli) Giannoni Nuti | Formazioni | Uccello (46' Di Giuseppe) Arancio Coraci Napoli Derna Scurto (87' Porretto) Fascella Di Fresco Lo Bue Castellano Lo Piccolo (78' Timpa) |
| Tatini | Allenatori | G. Pecoraro |